# Campionato europeo di pallanuoto 2024 (femminile)
Il campionato europeo di pallanuoto 2024 è stata la 20ª edizione del torneo e si è svolta dal 5 al 13 gennaio 2024. Originariamente previsto a Netanya, in Israele, è stato poi spostato ad Eindhoven, nei Paesi Bassi, per ragioni di sicurezza in seguito allo scoppio della guerra Hamas-Israele del 2023.

## Formula
Per la prima volta le 16 squadre partecipanti sono state divise in due divisioni, organizzate a seconda dei risultati della precedente edizione e delle qualificazioni. Le migliori otto squadre sono state inserite nella prima divisione, mentre le altre otto nella seconda divisione. Entrambe le divisioni sono strutturate in due gironi da quattro squadre. Le prime due classificate dei gruppi della prima divisione si qualificano ai quarti di finale mentre le altre 2 squadre disputano dei play-off contro le prime due classificate dei gruppi della seconda divisione.

## Squadre partecipanti
Sono state ammesse di diritto alla fase finale le seguenti nazionali:
- Israele, paese ospitante[2] e 6ª classificata all'Europeo 2022
- Spagna, vincitrice dell'Europeo 2022
- Grecia, 2ª classificata all'Europeo 2022
- Italia, 3ª classificata all'Europeo 2022
- Paesi Bassi, 4ª classificata all'Europeo 2022
- Ungheria, 5ª classificata all'Europeo 2022
- Francia, 7ª classificata all'Europeo 2022
- Croazia, 8ª classificata all'Europeo 2022

Gli altri otto posti disponibili sono stati assegnati tramite le qualificazioni.

- Slovacchia
- Romania
- Serbia
- Gran Bretagna
- Bulgaria
- Turchia
- Rep. Ceca
- Germania

## Sorteggio
Il sorteggio dei gruppi si è tenuto il 12 settembre 2023 a Netanya.

### Gruppi

#### Divisione 1
| Gruppo A                            | Gruppo B                      |
| ----------------------------------- | ----------------------------- |
| Paesi Bassi Ungheria Croazia Grecia | Spagna Israele Francia Italia |

#### Divisione 2
| Gruppo C                         | Gruppo D                                   |
| -------------------------------- | ------------------------------------------ |
| Romania Serbia Rep. Ceca Turchia | Slovacchia Germania Gran Bretagna Bulgaria |

## Fase preliminare

### Divisione 1

#### Gruppo A
| Pos. | Squadra     | Pt | G | V | N | P | GF | GS | DR  |
| ---- | ----------- | -- | - | - | - | - | -- | -- | --- |
| 1.   | Paesi Bassi | 9  | 3 | 3 | 0 | 0 | 53 | 27 | +26 |
| 2.   | Grecia      | 6  | 3 | 2 | 0 | 1 | 49 | 35 | +14 |
| 3.   | Ungheria    | 3  | 3 | 1 | 0 | 2 | 40 | 30 | +10 |
| 4.   | Croazia     | 0  | 3 | 0 | 0 | 3 | 16 | 66 | -50 |

| Data     | Ora   | Gara        | Gara  | Gara     |
| -------- | ----- | ----------- | ----- | -------- |
| 05-01-24 | 19:00 | Paesi Bassi | 24-6  | Croazia  |
| 05-01-24 | 20:30 | Ungheria    | 12-14 | Grecia   |
| 06-01-24 | 16:00 | Grecia      | 25-8  | Croazia  |
| 06-01-24 | 19:00 | Paesi Bassi | 14-11 | Ungheria |
| 07-01-24 | 18:30 | Paesi Bassi | 15-10 | Grecia   |
| 07-01-24 | 20:00 | Ungheria    | 17-2  | Croazia  |

#### Gruppo B
| Pos. | Squadra | Pt | G | V | N | P | GF | GS | DR  |
| ---- | ------- | -- | - | - | - | - | -- | -- | --- |
| 1.   | Spagna  | 9  | 3 | 3 | 0 | 0 | 53 | 23 | +30 |
| 2.   | Italia  | 6  | 3 | 2 | 0 | 1 | 40 | 31 | +9  |
| 3.   | Francia | 3  | 3 | 1 | 0 | 2 | 30 | 37 | -7  |
| 4.   | Israele | 0  | 3 | 0 | 0 | 3 | 26 | 58 | -32 |

| Data     | Ora   | Gara    | Gara  | Gara    |
| -------- | ----- | ------- | ----- | ------- |
| 05-01-24 | 15:00 | Israele | 11-20 | Italia  |
| 05-01-24 | 16:30 | Spagna  | 17-8  | Francia |
| 06-01-24 | 17:30 | Italia  | 12-6  | Francia |
| 06-01-24 | 20:30 | Spagna  | 22-7  | Israele |
| 07-01-24 | 15:30 | Israele | 8-16  | Francia |
| 07-01-24 | 17:00 | Spagna  | 14-8  | Italia  |

### Divisione 2

#### Gruppo C
| Pos. | Squadra   | Pt | G | V | N | P | GF | GS | DR  |
| ---- | --------- | -- | - | - | - | - | -- | -- | --- |
| 1.   | Serbia    | 9  | 3 | 3 | 0 | 0 | 43 | 14 | +29 |
| 2.   | Rep. Ceca | 6  | 3 | 2 | 0 | 1 | 27 | 36 | -9  |
| 3.   | Romania   | 3  | 3 | 1 | 0 | 2 | 25 | 35 | -10 |
| 4.   | Turchia   | 0  | 3 | 0 | 0 | 3 | 22 | 32 | -10 |

| Data     | Ora   | Gara    | Gara  | Gara      |
| -------- | ----- | ------- | ----- | --------- |
| 05-01-24 | 9:00  | Romania | 12-13 | Rep. Ceca |
| 05-01-24 | 10:30 | Serbia  | 13-6  | Turchia   |
| 06-01-24 | 12:00 | Turchia | 9-10  | Rep. Ceca |
| 06-01-24 | 13:30 | Romania | 4-15  | Serbia    |
| 07-01-24 | 9:00  | Romania | 9-7   | Turchia   |
| 07-01-24 | 10:30 | Serbia  | 15-4  | Rep. Ceca |

#### Gruppo D
| Pos. | Squadra       | Pt | G | V | N | P | GF | GS | DR  |
| ---- | ------------- | -- | - | - | - | - | -- | -- | --- |
| 1.   | Gran Bretagna | 9  | 3 | 3 | 0 | 0 | 43 | 19 | +24 |
| 2.   | Germania      | 6  | 3 | 2 | 0 | 1 | 47 | 31 | +16 |
| 3.   | Slovacchia    | 3  | 3 | 1 | 0 | 2 | 40 | 32 | +8  |
| 4.   | Bulgaria      | 0  | 3 | 0 | 0 | 3 | 23 | 71 | -48 |

| Data     | Ora   | Gara       | Gara  | Gara          |
| -------- | ----- | ---------- | ----- | ------------- |
| 05-01-24 | 12:00 | Slovacchia | 7-12  | Gran Bretagna |
| 05-01-24 | 13:30 | Germania   | 29-9  | Bulgaria      |
| 06-01-24 | 9:00  | Bulgaria   | 6-19  | Gran Bretagna |
| 06-01-24 | 10:30 | Slovacchia | 10-12 | Germania      |
| 07-01-24 | 12:00 | Slovacchia | 23-8  | Bulgaria      |
| 07-01-24 | 13:30 | Germania   | 6-12  | Gran Bretagna |

Legenda:
      Qualificate direttamente ai quarti di finale.
      Qualificate ai play-off per l'accesso ai quarti di finale.
      Qualificate al percorso per i piazzamenti dal 13º al 16º posto.

## Fase finale
| Playoff                      | Playoff                      |                              |                              | Quarti di finale             | Quarti di finale             |  |             | Semifinali                   | Semifinali                   |                              |                              | Finale                       | Finale                       |
|                              |                              |                              |                              |                              |                              |  |             |                              |                              |                              |                              |                              |                              |
|                              |                              |                              |                              | 1A Paesi Bassi               | 25                           |  |             |                              |                              |                              |                              |                              |                              |
| 4B Israele                   | 9 (4)                        |                              |                              | 1D Gran Bretagna             | 6                            |  |             |                              |                              |                              |                              |                              |                              |
| 1D Gran Bretagna             | 9 (5)                        |                              |                              |                              |                              |  | Paesi Bassi | 7                            |                              |                              |                              |                              |                              |
| 3A Ungheria                  | 27                           |                              |                              |                              |                              |  | Italia      | 6                            |                              |                              |                              |                              |                              |
| 2C Rep. Ceca                 | 4                            |                              |                              | 3A Ungheria                  | 11                           |  |             |                              |                              |                              |                              |                              |                              |
|                              |                              |                              |                              | 2B Italia                    | 12                           |  |             |                              |                              |                              |                              |                              |                              |
|                              |                              |                              |                              |                              |                              |  |             |                              |                              |                              | Paesi Bassi                  | 8                            |                              |
|                              |                              |                              |                              |                              |                              |  |             |                              |                              |                              | Spagna                       | 7                            |                              |
|                              |                              |                              |                              | 1B Spagna                    | 17                           |  |             |                              |                              |                              |                              |                              |                              |
| 4A Croazia                   | 11                           |                              |                              | 4A Croazia                   | 6                            |  |             |                              |                              |                              |                              |                              |                              |
| 1C Serbia                    | 8                            |                              |                              |                              |                              |  | Spagna      | 13                           |                              |                              |                              |                              |                              |
| 3B Francia                   | 14                           |                              |                              |                              |                              |  | Grecia      | 5                            |                              |                              | Finale per il 3º posto       | Finale per il 3º posto       |                              |
| 2D Germania                  | 6                            |                              |                              | 3B Francia                   | 7                            |  |             |                              |                              |                              | Italia                       | 6                            |                              |
|                              |                              |                              |                              | 2A Grecia                    | 15                           |  |             |                              |                              |                              |                              | Grecia                       | 7                            |
|                              |                              |                              |                              |                              |                              |  |             |                              |                              |                              |                              |                              |                              |
| Incontri dal 9º al 12º posto | Incontri dal 9º al 12º posto | Incontri dal 9º al 12º posto | Incontri dal 9º al 12º posto | Incontri dal 9º al 12º posto | Incontri dal 9º al 12º posto |  |             | Incontri dal 5º all'8º posto | Incontri dal 5º all'8º posto | Incontri dal 5º all'8º posto | Incontri dal 5º all'8º posto | Incontri dal 5º all'8º posto | Incontri dal 5º all'8º posto |
|                              |                              |                              |                              |                              |                              |  |             |                              |                              |                              |                              |                              |                              |
| Israele                      | 18                           |                              |                              | Israele                      | 13                           |  |             | Gran Bretagna                | 5                            |                              |                              | Ungheria                     | 14                           |
| Rep. Ceca                    | 5                            |                              |                              | Serbia                       | 12                           |  |             | Ungheria                     | 21                           |                              |                              | Francia                      | 3                            |
|                              |                              |                              |                              |                              |                              |  |             |                              |                              |                              |                              |                              |                              |
| Serbia                       | 12                           |                              | Rep. Ceca                    | 12                           |                              |  | Croazia     | 10                           |                              | Gran Bretagna                | 11                           |                              |                              |
| Germania                     | 11                           |                              |                              | Germania                     | 15                           |  |             | Francia                      | 12                           |                              |                              | Croazia                      | 9                            |

|  | 13º-16º posto | 13º-16º posto | 13º-16º posto |         |         | Incontro per il tredicesimo posto  | Incontro per il tredicesimo posto  | Incontro per il tredicesimo posto  |  |
|  |               |               |               |         |         |                                    |                                    |                                    |  |
|  | 3C Romania    | 3C Romania    | 18            |         |         |                                    |                                    |                                    |  |
|  | 3C Romania    | 3C Romania    | 18            |         |         |                                    |                                    |                                    |  |
|  | 4D Bulgaria   | 4D Bulgaria   | 6             |         |         |                                    |                                    |                                    |  |
|  | 4D Bulgaria   | 4D Bulgaria   | 6             |         | Romania | Romania                            | 3                                  |                                    |  |
|  |               |               |               |         | Romania | Romania                            | 3                                  |                                    |  |
|  |               |               | Turchia       | Turchia | 7       |                                    |                                    |                                    |  |
|  | 3D Slovacchia | 3D Slovacchia | Turchia       | Turchia | 7       | 10                                 |                                    |                                    |  |
|  | 3D Slovacchia | 3D Slovacchia |               |         |         | 10                                 |                                    |                                    |  |
|  | 4C Turchia    | 4C Turchia    | 13            |         |         | Incontro per il quindicesimo posto | Incontro per il quindicesimo posto | Incontro per il quindicesimo posto |  |
|  | 4C Turchia    | 4C Turchia    | 13            |         |         |                                    |                                    |                                    |  |
|  |               |               |               |         |         |                                    |                                    |                                    |  |
|  |               |               |               |         |         | Bulgaria                           | Bulgaria                           | 10                                 |  |
|  |               |               |               |         |         | Bulgaria                           | Bulgaria                           | 10                                 |  |
|  |               |               |               |         |         | Slovacchia                         | Slovacchia                         | 18                                 |  |

## Classifica finale
| Pos. | Squadra       |
| ---- | ------------- |
|      | Paesi Bassi   |
|      | Spagna        |
|      | Grecia        |
| 4    | Italia        |
| 5    | Ungheria      |
| 6    | Francia       |
| 7    | Gran Bretagna |
| 8    | Croazia       |
| 9    | Israele       |
| 10   | Serbia        |
| 11   | Germania      |
| 12   | Rep. Ceca     |
| 13   | Turchia       |
| 14   | Romania       |
| 15   | Slovacchia    |
| 16   | Bulgaria      |